# (2021) Poincaré
(2021) Poincaré ist ein Asteroid des Hauptgürtels, der am 26. Juni 1936 vom französischen Astronomen Louis Boyer in Algier entdeckt wurde.
Benannt wurde der Asteroid nach dem französischen Mathematiker Henri Poincaré.